# Femke Wolting
Femke Wolting (Ouder-Amstel, 6 november 1970) is een Nederlandse producent en regisseur.

## Biografie
Van 1986-1990 studeerde Wolting aan de Academie voor de Journalistiek in Tilburg. In 1994 haalde ze cum laude een master Film Studies aan de Universiteit van Amsterdam. Daarna werkte ze tot 1999 bij de VPRO als programmamaker en onderzoeker. Tegelijkertijd was ze - tot 2001 - curator bij het Internationale Film Festival Rotterdam. In 2000 richtte Femke Wolting samen met Bruno Felix Submarine op; een productiehuis voor film, televisie en transmedia. Het bedrijf maakt niet alleen speelfilms maar ook documentaires en animaties. Een aantal producties van Submarine zijn bekroond. 

## Werk
Wolting werkt aan film- en transmediaprojecten op verschillende locaties, zoals in de Verenigde Staten, China, Abu Dhabi, Rusland en Mexico. Wolting en Felix werken daarbij samen met coproducenten, omroepen en distributeurs, waaronder VPRO, BBC, HBO, ZDF, Arte en Channel 4.
Producties van Submarine hebben diverse prijzen gewonnen, waaronder een Emmy, de Prix Europa, de NHK Japan Prize, Peabody Award en de SXSW Interactive Award. 
Voorbeelden van documentaires die Wolting heeft geproduceerd zijn:
- Nobody Speak: Trials of the Free Press die in première ging op het Sundance Film Festival en die werd uitgezonden als Netflix Original
- WINNIE, met het verhaal van het leven van Winnie Mandela
- Last Hijack: een hybride animatie / live-actiefilm over de piraten van Somalië. Deze productie won Prix Europa en in 2015 een Emmy Award.[1] Wolting maakte de productie samen met Tommy Pallota.
- Wellie Wishers voor Mattel / Amazon.
- Bellingcat: Truth in a Post-Truth World, onder regie van Hans Pool.[2] Deze productie, gemaakt voor de VPRO, won in 2019 een Emmy Award.[3]
- Undone, Amazons eerste animatieserie voor volwassenen
- Where Is Anne Frank?, uitgekomen in september 2020.

Sinds 1999 regisseert Wolting documentaires, zoals
- It's The End Of TV As We Know It - een  documentaire over de toekomst van televisie;
- Sneakers - een film over de opkomst van de sportschoen;
- Viktor & Rolf: “Omdat we het waard zijn” - waarin zij gedurende een jaar het leven volgde van modeontwerpers Viktor & Rolf.
- More Human Than Human, een documentaire over het leven in een tijd met intelligente machines. Deze documentaire won een prijs op het Life Sciences Film Festival in Praag.[4]

## Filmografie

### Als producent
- Rembrandts J'accuse
- My second Life
- Kika en Bob
- Eisenstein in Guanajuato
- American Jail
- Bellingcat - Truth in a Post-Truth World
- Undone
- Collapsus
- Nobody Speak: Trials of the Free Press
- Winnie
- Hans Joachim Klein: my life as a terrorist
- It’s the end of TV as we know it
- Last Hijack
- Unspeak
- Ascent from Akeron

### Als regisseur
- Another Perfect World
- Viktor & Rolf
- Sneakers
- Beyond MTV

- Bibsys: 6084667
- Biblioteca Nacional de España: XX5661136
- Gemeinsame Normdatei: 1061303136
- International Standard Name Identifier: 0000 0000 4193 9963
- Library of Congress Control Number: no2001046710
- Nationale Bibliotheek van Israël: 987007453827005171
- Nederlandse Thesaurus van Auteursnamen: 127478108
- Virtual International Authority File: 66122288
- WorldCat: E39PBJhMkxvMcBx9JdxDrm4pfq